# A Noite das Taras II
A Noite das Taras II é um filme brasileiro de 1982, com direção de Ody Fraga e Cláudio Portioli. Esse filme sucedeu a A Noite das Taras, de 1980.

## Elenco
O elenco do filme foi composto pelos seguintes atores e atrizes:
- David Cardoso... (David)
- Matilde Mastrangi... (Malvina)
- Ênio Gonçalves... (Rodrigo)
- Wanda Kosmo
- Rosana Freitas
- Liana Duval
- Simone Magalhães
- Kátia Spencer
- Vanessa Alves
- Evelize Oliver
- Andréa Prado
- Sônia Bezerra
- David Cardoso Jr.
- Rajá de Aragão
- José Júlio Spiewak
- Roberto Fedegoso
- Maristela Moreno
- José Paiva

## Sinopse
O filme compõe-se de dois episódios independentes:

### 1ª Episódio - Solo de Violino
Rodrigo é um bancário e músico frustrado com um relacionamento conturbado com a mãe que mora com ele. Ele se torna psicótico e começa a assassinar prostitutas, até que encontra uma vizinha apaixonada por ele e pela sua música.

### 2º Episódio - A Guerra de Malvina
Quatro mulheres assaltantes armadas e com os rostos encobertos, lideradas por Malvina, invadem a mansão de  David Cardoso em busca de dinheiro e jóias. Mas, quando se encontram com o ator, os planos são mudados.